# A Ninja and an Assassin Under One Roof
A Ninja and an Assassin Under One Roof (jap. 忍者と殺し屋のふたりぐらし Ninja to koroshiya no futarigurashi), skrótowo NinKoro (jap. にんころ) – manga autorstwa HundredBurger, publikowana na łamach magazynu „Comic Dengeki Daioh "g"” wydawnictwa ASCII Media Works od lutego 2021. Na jej podstawie studio Shaft wyprodukowało serial anime, który był emitowany od kwietnia do czerwca 2025.

## Fabuła
Ninja o imieniu Satoko Kusagakure zostaje przekonana przez swoją liderkę, Kuro, do ucieczki z wioski wraz z innymi dezerterami. Jednak bez pieniędzy i przyjaciół w świecie zewnętrznym Satoko niemal umiera z głodu, dopóki nie zostaje uratowana przez dziewczynę imieniem Konoha Koga, która okazuje się być zabójczynią. Obie dziewczyny szybko nawiązują współpracę: Konoha zamierza wspinać się po szczeblach kariery, by zostać czołową zabójczynią i chronić Satoko przed ninja ścigającymi dezerterów z wioski, natomiast Satoko wykorzystuje swoje zdolności, by zacierać ślady po działaniach Konohy i dbać o porządek w jej mieszkaniu.

## Bohaterowie
- Satoko Kusagakure (jap. 草隠 さとこ Kusagakure Satoko)

Seiyū: Haruna Mikawa 
- Konoha Koga (jap. 古賀 このは Koga Konoha)

Seiyū: Kana Hanazawa 
- Marin Izutsumi (jap. イヅツミ マリン Izutsumi Marin)

Seiyū: Yū Serizawa 
- Kuro (jap. 黒)

Seiyū: Eri Kitamura 
- Yuriko (jap. 百合子)

Seiyū: Rumi Ōkubo 

## Manga
Pierwszy rozdział mangi ukazał się 26 lutego 2021 w magazynie „Comic Dengeki Daioh "g"”. Następnie wydawnictwo ASCII Media Works zaczęło zbieranie rozdziałów do wydań w formacie tankōbon, których pierwszy tom ukazał się 27 stycznia 2022.
| Nr | Data wydania (język japoński) | ISBN (język japoński)  |
| -- | ----------------------------- | ---------------------- |
| 1  | 27 stycznia 2022              | ISBN 978-4-04-914191-7 |
| 2  | 25 listopada 2022             | ISBN 978-4-04-914737-7 |
| 3  | 26 lipca 2023                 | ISBN 978-4-04-915164-0 |
| 4  | 26 kwietnia 2024              | ISBN 978-4-04-915713-0 |
| 5  | 27 marca 2025                 | ISBN 978-4-04-916358-2 |

## Anime
Adaptacja anime wyprodukowana przez studio Shaft została zapowiedziana 23 kwietnia 2024. Później potwierdzono, że będzie to serial telewizyjny w reżyserii Yukihiro Miyamoto. Za kompozycję serii odpowiada zespół Shaft działający pod wspólnym pseudonimem Fuyashi Tou, scenariusz napisała Maho Nishibe, projekty postaci przygotował Kazuya Shiotsuki, a muzykę skomponował Ryūnosuke Kasai. Serial był emitowany od 10 kwietnia do 26 czerwca 2025 w AT-X i innych stacjach telewizyjnych. Motywem otwierającym jest „Yarenno? Endless” (jap. やれんの？エンドレス Yarenno? Endoresu) w wykonaniu Kany Hanazawy, natomiast końcowym „NinKoro Dance” (jap. にんころダンス Ninkoro dansu) autorstwa HoneyWorks feat. HaKoniwalily. Prawa do streamingu serii nabył Crunchyroll.

### Lista odcinków
| №  | Tytuł | Premiera         |
| -- | --- | ---------------- |
| 1  | A Ninja and an Assassin Meet Ninja to koroshiya no deai (忍者と殺し屋の出会い)                                   | 10 kwietnia 2025 |
| 2  | Daily Life of a Ninja and an Assassin Ninja to koroshiya no nichijō (忍者と殺し屋の日常)                         | 17 kwietnia 2025 |
| 3  | A Ninja and an Assassin’s Job Ninja to koroshiya no oshigoto (忍者と殺し屋のお仕事)                              | 24 kwietnia 2025 |
| 4  | A Ninja and an Assassin’s Relationship Ninja to koroshiya no kankei (忍者と殺し屋の関係)                         | 1 maja 2025      |
| 5  | A Robot and an Assassin Under One Roof Robotto to koroshiya no futarigurashi (ロボットと殺し屋のふたりぐらし)    | 8 maja 2025      |
| 6  | A Busty Girl and an Assassin Under One Roof Kyonyū to koroshiya no futarigurashi (巨乳と殺し屋のふたりぐらし)    | 15 maja 2025     |
| 7  | An Assassin and Her Classmate’s Friend Koroshiya to kurasumeito no otomodachi (殺し屋とクラスメイトのおともだち) | 22 maja 2025     |
| 8  | A Ninja and an Assassin’s Big House Ninja to koroshiya no ōkī na ouchi (忍者と殺し屋の大きいなおうち)            | 29 maja 2025     |
| 9  | A Ninja and an Assassin’s Experiment Ninja to koroshiya no jikken (忍者と殺し屋の実験)                           | 5 czerwca 2025   |
| 10 | A Ninja and a Baby Assassin Ninja to koroshiya no akachan (忍者と殺し屋の赤ちゃん)                               | 12 czerwca 2025  |
| 11 | A Ninja and an Assassin’s Big Dilemma Ninja to koroshiya no dai pinchi (忍者と殺し屋の大ピンチ)                  | 19 czerwca 2025  |
| 12 | A Ninja and an Assassin Under One Roof Ninja to koroshiya no futari gurashi (忍者と殺し屋のふたりぐらし)         | 26 czerwca 2025  |

## Odbiór
W 2022 roku manga została nominowana do 7. edycji nagrody Next Manga Award. 